# Châteauneuf-Val-Saint-Donat
Châteauneuf-Val-Saint-Donat är en kommun i departementet Alpes-de-Haute-Provence i regionen Provence-Alpes-Côte d'Azur i sydöstra Frankrike. Kommunen ligger  i kantonen Volonne som ligger i arrondissementet Forcalquier. År 2022 hade Châteauneuf-Val-Saint-Donat 529 invånare.

## Befolkningsutveckling
Antalet invånare i kommunen Châteauneuf-Val-Saint-Donat
Referens: INSEE